# Tolnay Lajos (mérnök, 1837–1918)
Dunaszentgyörgyi Tolnay Lajos, Tolnay Lajos Imre Gyula (Pest, 1837. május 31. – Budapest, Ferencváros, 1918. április 21.) mérnök, miniszteri tanácsos, a Magyar Államvasutak elnök-igazgatója és országgyűlési képviselő. Tolnay Kornél apja.

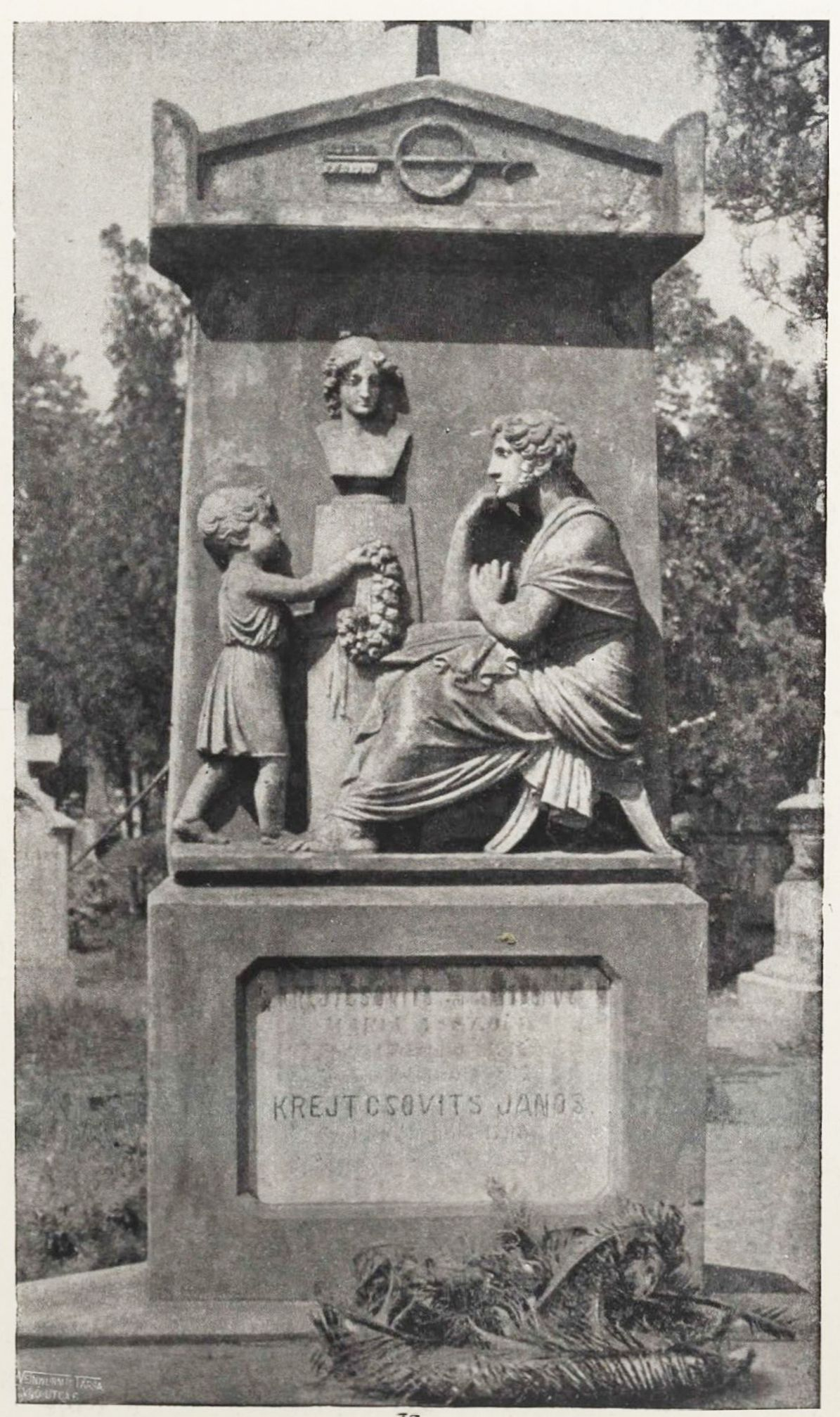
Családi sírjának 1915. évi képe. Alkotó: Ferenczy István. (Fiumei úti sírkert, 45-7-20)

## Életpályája
Édesapja Tolnay János táblabíró, ügyvéd és a Koburg hercegi család jogügyi igazgatója volt, édesanyja Szontagh Erzsébet.
Az evangélikus főgimnáziumban érettségizett 1853-ban, majd 1854-ben beiratkozott a József Ipartanodába, azonban 1857-ben besorozták és őrmesterként részt vett az 1859-es olasz–osztrák háború olaszországi hadjáratban, ahol egy műszaki alakulatban hidak, műtárgyak építésénél kamatoztatta tudását. Őrmesterként szerelt le, és fejezte be tanulmányait az addigra egyetemmé szervezett Királyi József Műegyetemen.
Diplomája megszerzése után 1862-ben mint magánmérnök a pest-losonci vasút építésében vett részt. 1866-ban mint főmérnök került a Kassa–Oderbergi Vasúttársaság fővállalatához. 1870 végén a duna-drávai vasút igazgatójának hívták. 1871-ben Gorove István miniszter a vasútépítési igazgatóság vezetésével bízta meg. 1872-ben a Magyar Államvasutak igazgatójává nevezték ki. E minőségben 1878-ban a közmunka- és közlekedési miniszter előterjesztése alapján elnyerte Ferenc Józseftől a miniszteri tanácsosi címet. 1881-ben megválasztották a német vasútegylet műszaki bizottságának elnökévé. A Magyar Államvasutak kiegészítése, amit a MÁV „Tolnay-korszaka” néven is emlegetnek, az ő működése idejére esik. 1875-től a Szabadelvű Párt támogatta munkásságát. Mivel azonban szervezeti kérdésekben szembekerült Baross Gábor államtitkárral, akinek Tisza Kálmán addigra lekötelezettje volt, mielőtt e miatt lemondhatott volna, 1885. december 13-án nevetségesen alacsony összeggel nyugdíjazták. Az ezt kiváltó átszervezési javaslat – igazolva Tolnayt – nem váltotta be a hozzáfűzött reményeket, így egy év múlva visszavonták. Ekkor választotta a Magyar Mérnök- és Építész-Egylet, melynek 1872-től alapító tagja és alelnöke volt, elnökké, ami posztot 1891-ig látott el. 1889—1894 között az Országos Magyar Gazdasági Egyesület alelnöki posztját is ellátta.
Az 1887-es képviselőválasztások alkalmával Budapest IX. kerülete választotta képviselőjévé. Három cikluson át, 1897-ig szolgálta Ferencvárost, illetve tanácsaival,
hozzászólásaival segítette a képviselőház közlekedésügyi és gazdaságpolitikai munkáját, emellett részt vett a Fővárosi Közmunka Tanácsban is, ahova 1889-ben választotta meg a székesfőváros.
A Millennium környékén Inárcsra költözött és a falu életében jelentős fejlődést hozott. 1906 után tért vissza a fővárosba.
Három évig Székesfővárosi Közmunkák Tanácsa alelnöke volt, majd 1913-ban elnökké is megválasztották – 43 év után ez volt az első alkalom, hogy a tisztet betöltötték. Magas tisztjéről egy évvel később, 77 éves korában köszönt le. A Szentkorona Országainak Vasutas Szövetsége is elnökévé választotta.
Az első világháború éveiben már visszavonulva élt. 1918. április 21-én, 81 éves korában fejezte be életét tüdőlob és végelgyengülés következtében. A Nemzeti Múzeum kupolacsarnokában ravatalozták fel. A Fiumei úti sírkertben helyezték örök nyugalomra. Sírhelye (45-7-20) 2004-ben védettséget kapott. A leromlott állapotú, Ferenczy Istvánnak tulajdonított relief síremléket 2013-ban nemes másolattal újíttatta fel a Nemzeti Örökség Intézete.
Felesége Krajcsovits Kornélia (1840–1913), elsőszülött fiuk Tolnay Kornél államtitkár, a MÁV elnökigazgatója volt. Gyermekeik voltak még: Tolnay Ida - Morvay Istvánné, ifj. Tolnay Lajos, Tolnay Pál, a földművelésügyi minisztériumba beosztott gazdasági felügyelő és a Köztelek munkatársa, illetve Tolnay Alice Balkay Kálmánné.

## Díjai, elismerései
1873-tól a harmadosztályú Vaskorona-rendet, 1881-től pedig a Lipót-rend lovagkeresztjét bírta, azonfelül számos külföldi rendjel tulajdonosa, így a Francia Becsületrend tisztje is volt.
1917-ben a Műegyetemen a műszaki tudományok tiszteletbeli doktorává avatták.
Inárcs község 1996-ban bronz-márvány emléktáblát avatott, ami Kurucz Imre alkotása. Tolnay Lajos érdemeit (a települést újjászervezéséért) posztumusz díszpolgári címmel ismerte el, melynek jelképét, Kampfl József kisplasztikáját a család nevében a névadó dédunokája, Tolnay Lajos Ybl-díjas építész vette át 1997 szeptember végén, és ekkor adták ki a Kurucz Imre által készített első Tolnay-emlékérmeket is az iskolai munkát támogató személyiségeknek. A település ugyanebben az évben iskoláját és az oda vezető utcát róla nevezte el. 1998-ban leplezték le a Polyák Ferenc által tölgybe faragott Tolnay-emlékoszlopot, melynek talapzatán egy család, csúcsán pedig Tolnay portréja van. Később, a községzászlóját avató ünnepségén, 2000-ben avatták fel Tolnay, Kampfl által készített, bronz mellszobrát.

## Írásai
Cikkei a Magyar Mérnök- és Építész-Egylet Közlönyében (1880. Vasuti politikánkról, Elnöki beszédei stb.),  az Agrar-Albumban (1899) stb.; országgyűlési beszédei a Naplókban vannak.